# 官庄镇 (南阳市)
官庄镇，是中华人民共和国河南省南阳市宛城区下辖的一个乡镇级行政单位。

## 行政区划
官庄镇下辖以下地区：
官庄社区、李营村、张茨园村、新庄村、廖庙村、韩庄村、大刘村、十里河村、夏铁楼村、殷庄村、西来村、余店村和龙泉村。